# Pachyneuronella viridis
Pachyneuronella viridis är en stekelart som beskrevs av Girault 1913. Pachyneuronella viridis ingår i släktet Pachyneuronella och familjen puppglanssteklar. Inga underarter finns listade i Catalogue of Life.